# Knooppunt Terbregseplein
Terbregseplein is een verkeersknooppunt in de Nederlandse provincie Zuid-Holland.
Op dit half-sterknooppunt, gelegen in de gemeente Rotterdam, sluiten de autosnelwegen A16 en A20 op elkaar aan.
Op het knooppunt zijn doelgroepstroken voor het vrachtverkeer aangelegd.
Het knooppunt is genoemd naar de buurtschap Terbregge in het bestuurscommissiegebied Hillegersberg-Schiebroek en is geopend in 1973.
De aansluiting Rotterdam-Prins Alexander komt vlak voor het Terbregseplein uit in de A16.
Om het verkeer bij het Kleinpolderplein te verminderen en de verkeerslast in het Molenlaankwartier in Hillegersberg te beperken wordt de A16 verlengd. Deze verlenging heeft tot 2015 A13/A16 geheten, maar wordt door Rijkswaterstaat sinds 2015 A16 Rotterdam genoemd. In 2019 is gestart met de bouw van de verlenging langs Rotterdam The Hague Airport naar de A13 en de verwachting is dat de weg in 2025 geopend wordt. 

## Richtingen knooppunt
| Aansluitende wegen                          | Aansluitende wegen                          | Aansluitende wegen                                      | Aansluitende wegen | Aansluitende wegen |
| ------------------------------------------- | ------------------------------------------- | ------------------------------------------------------- | ------------------ | ------------------ |
|                                             |                                             | richting Bergschenhoek / Rotterdam Airport (in aanbouw) |                    |                    |
|                                             |                                             |                                                         |                    |                    |
| richting Schiedam / Vlaardingen / Maassluis | richting Nieuwerkerk aan den IJssel / Gouda |                                                         |                    |                    |
|                                             |                                             |                                                         |                    |                    |
|                                             |                                             | richting Rotterdam / Dordrecht / Breda / Antwerpen (B)  |                    |                    |

Almere · Amstel · Arnestein · Assen · Azelo · Badhoevedorp · Bankhoef · Batadorp · Beekbergen · Benelux · Beverwijk · Bodegraven ·  Boterdiep ·  Buren · Burgerveen · Coenplein · De Baars · De Hoek · De Hogt · De Nieuwe Meer · De Poel · De Punt · De Stok · Deil · Diemen · Drachten · Drie Klauwen · Eemnes · Ekkersweijer · Emmeloord · Empel · Euvelgunne · Everdingen · Ewijk · Galder · Gooimeer · Gorinchem · Gouwe · Grijsoord · Hattemerbroek · Heerenveen · Hellegatsplein · Het Vonderen · Hintham · Hoevelaken · Hofvliet · Holendrecht · Holsloot · Hoogeveen · Hooipolder · IJmuiden (niet officieel) · Joure · Julianaplein · Kerensheide · Kethelplein · Klaverpolder · Kleinpolderplein · Kooimeer · Kruisdonk · Kunderberg · Lankhorst · Leenderheide · Lunetten · Maanderbroek · Markiezaat · Muiderberg · Neerbosch · Noordhoek · Ommedijk · Oud-Dijk · Oudenrijn · Paalgraven · Princeville · Prins Clausplein · Raasdorp ·  Reitdiep ·  Ressen · Ridderkerk · Rijkevoort · Rijnsweerd · Rottepolderplein · Rozenburg · Sabina · Sint-Annabosch · Stelleplas · Slufter · Ten Esschen · Terbregseplein · Tiglia · Vaanplein · Valburg · Velperbroek · Velsen · Vlaardingen · Vught · Waterberg · Watergraafsmeer · Werpsterhoek · Westerlee · Ypenburg · Zaandam · Zaarderheiken · Zonzeel · Zoomland · Zuidbroek · Zurich

Geplande knooppunten:
De Liemers · Zestienhoven

Voormalige knooppunten:
Bocholtz · Ekkersrijt · Europaplein (Groningen) · Europaplein (Maastricht) · Lindenholt